# Pteropus brunneus
La volpe volante bruna (Pteropus brunneus Dobson
, 1878) è un pipistrello appartenente alla famiglia degli Pteropodidi, vissuto in epoca storica su un'isola lungo la costa nord-orientale dell'Australia .

## Descrizione

### Dimensioni
Pipistrello di medie dimensioni, con lunghezza dell'avambraccio di circa 116 mm.

### Aspetto
Il colore del dorso e della testa è marrone scuro, mentre le parti ventrali sono più chiare. Le spalle sono bruno-rossastre. Il muso è lungo ed affusolato, gli occhi sono grandi. Le orecchie sono di dimensioni normali e fuoriescono dalla pelliccia. La tibia è ricoperta di peli. È privo di coda, mentre l'uropatagio è ridotto ad una sottile membrana lungo la parte interna degli arti inferiori. I maschi hanno dei ciuffi di lunghi peli più chiari intorno a delle masse ghiandolari situate su entrambi i lati del collo.
Potrebbe trattarsi di un'altra specie di Pteropus che abbia raggiunto l'Isola di Percy probabilmente da qualche altra Isola della Melanesia.

## Tassonomia
In accordo alla suddivisione del genere Pteropus effettuata da Andersen, P. brunneus è stato inserito nello  P. hypomelanus species Group, insieme a P. hypomelanus stesso, P. faunulus, P. griseus, P. admiralitatum, P. ornatus, P. dasymallus, P. speciosus e P. subniger. Tale appartenenza si basa sulle caratteristiche di avere il cranio tipicamente pteropino e sulla presenza di un ripiano basale nei premolari.

## Distribuzione e habitat
Questa specie è conosciuta soltanto attraverso un unico individuo catturato nel 1874 sull'Isola di Percy, al largo delle coste del Queensland, Australia ed ora conservato nel Natural History Museum di Londra con numero di catalogo BM(NH) 1874.3.16.2.
Ci sono riferimenti di osservazioni effettuate verso la fine dell'Ottocento di colonie di questa specie sulla costa opposta all'isola.

## Conservazione
La IUCN Red List, considerato il fatto che non sono stati osservati più esemplari dal 1874 e che la sua validità come specie distinta sia molto dubbia, classifica P. brunneus come specie estinta (EX).